# هوندا سي بي 175
هوندا سي بي 175(بالإنجليزية: Honda CB175)‏ هي دراجة نارية من تصنيع هوندا.